# Amblyopone armigera
Amblyopone armigera är en myrart som beskrevs av Mayr 1887. Amblyopone armigera ingår i släktet Amblyopone och familjen myror. Inga underarter finns listade i Catalogue of Life.

## Bildgalleri

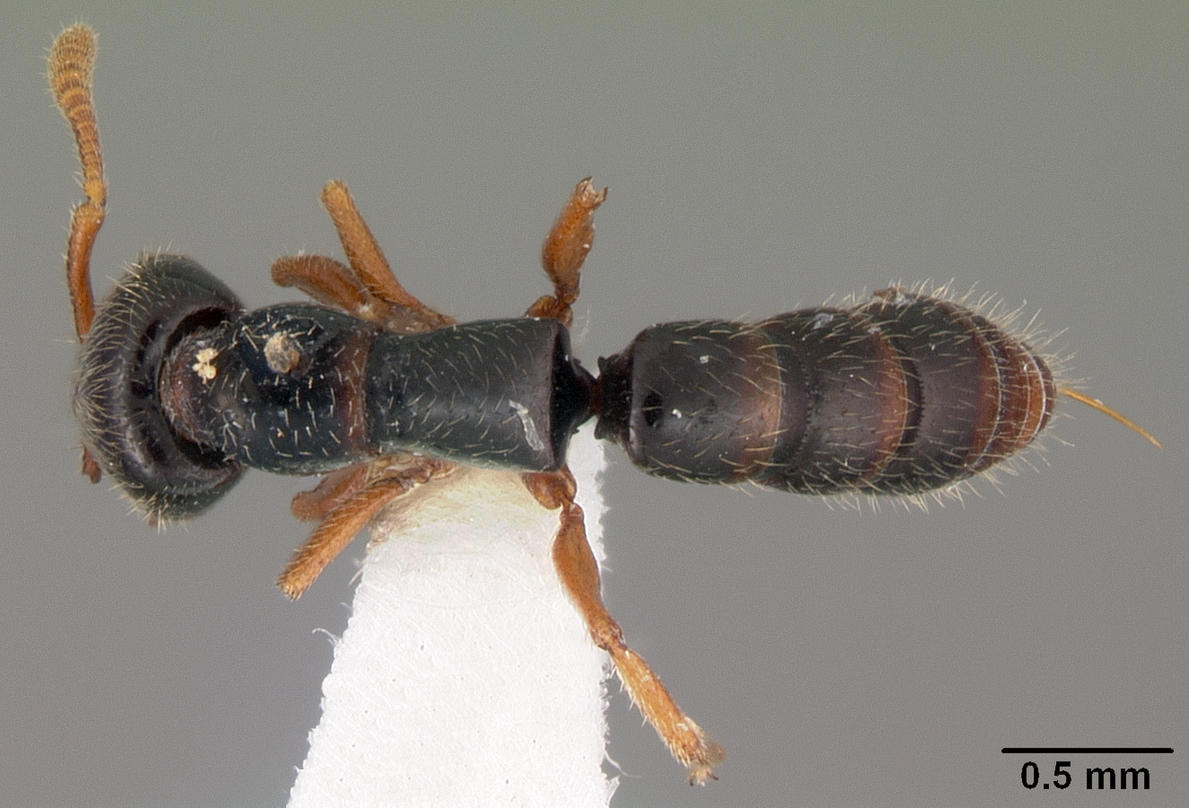
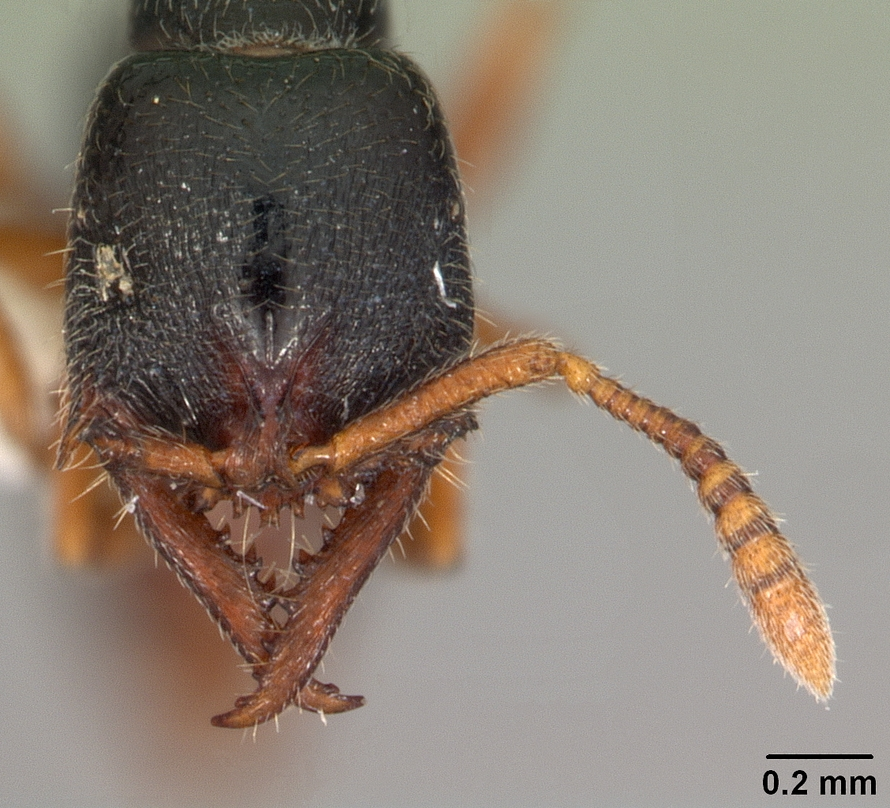
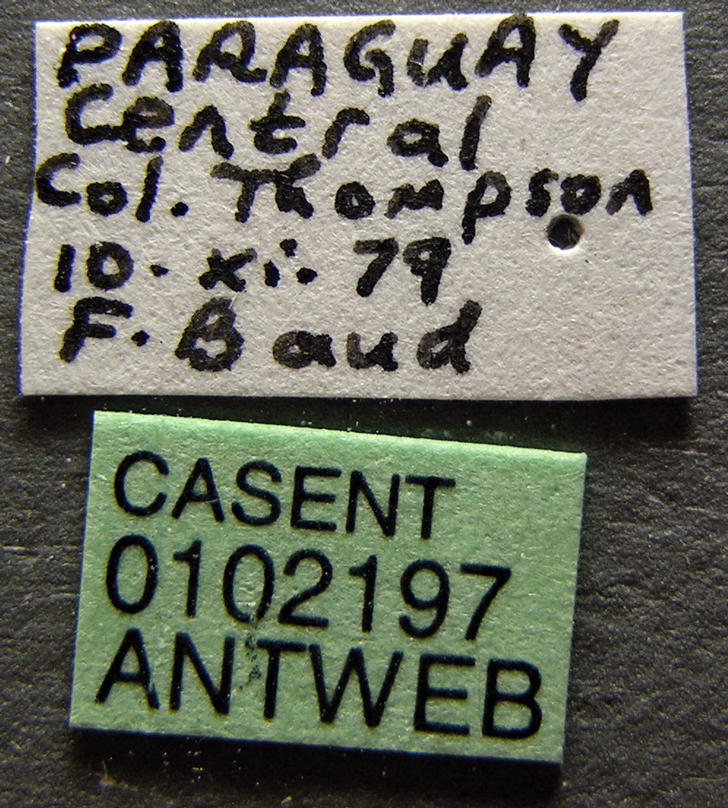
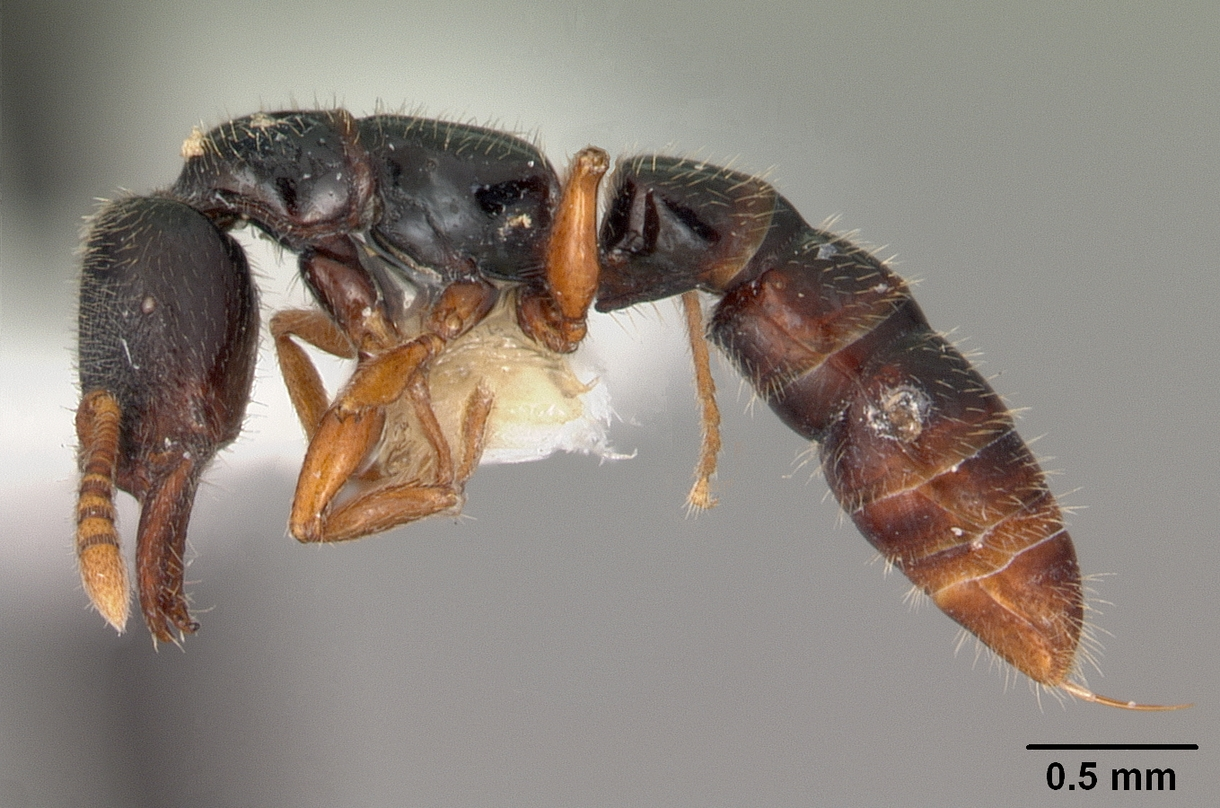
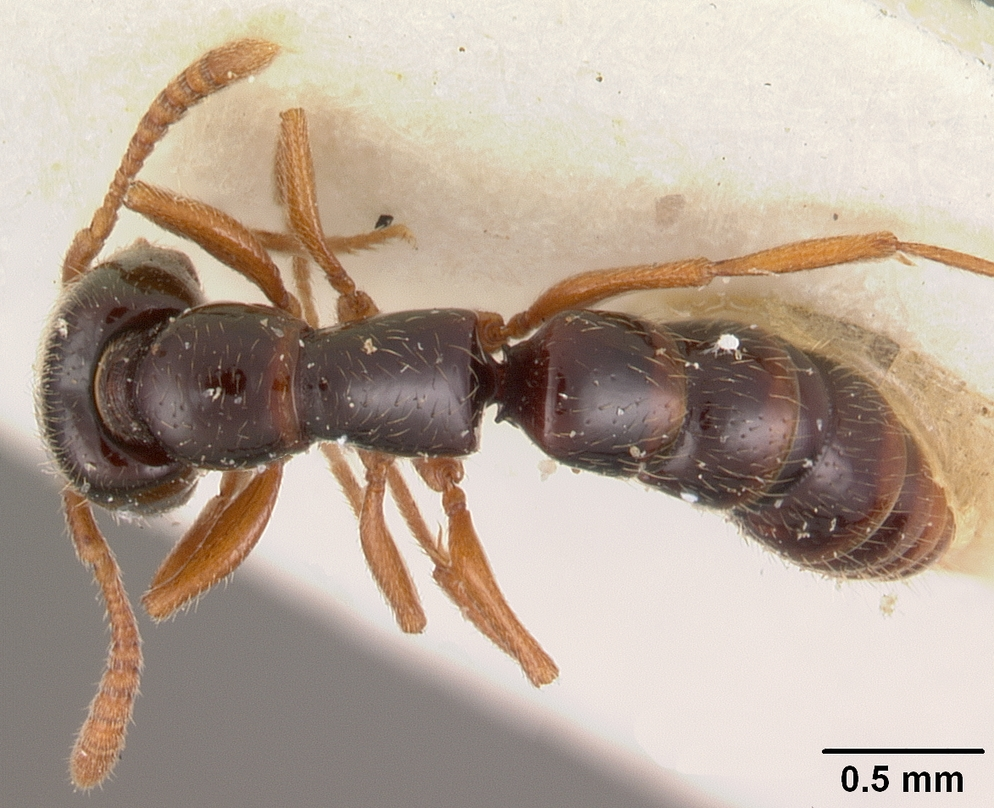
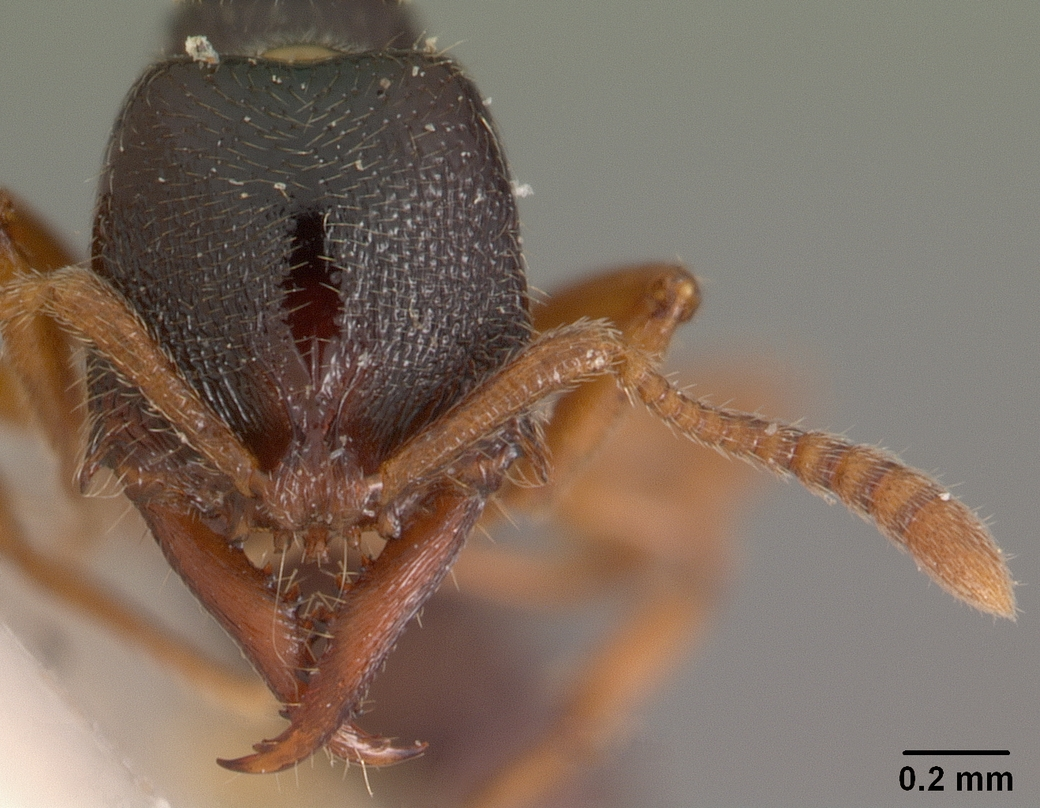